# Luis Lukšić
Luis Lukšić (Luis Luksic; Potosí, Bolivija, 20. veljače 1911. – Caracas, Venezuela, 19. rujna 1988.), bolivijski pjesnik i slikar hrvatskog podrijetla.

## Životopis
Rođen je u gradiću Potosí u Boliviji. Studirao je medicinu u Čileu. Nikada je nije završio, ali je zato aktivno djelovao u čileanskim intelektualnim i kulturnim krugovima. Prijateljevao je s Pablom Nerudom, Pablom de Rokhom, Juvenicom Vallesom i drugima. Napisao je nekoliko djela o lutkarstvu, od kojih je širom svijeta poznato El maravilloso mundo de los títeres (Čudesan svijet lutaka). Venezuelska vlada imenovala ga je profesorom Državne kazališne škole u kojoj je podučavao glumce i dramaturge. 1922. godine odlazi u Čile gdje ostaje 10 godina. U rodnu Bolivij use vraća 1933. godine. Studirao je na Fakultetu likovnih umjetnosti u Oruru. Aktivno se uključuje u politiku te je bio zatvaran, a zatim i prognan. Tijekom svojih godina progonstva sudjeluje u 2. Svjetskom mirovnom kongresu u Parizu, gdje se sastao s Pablom Picassom. Sljedeće dvije godine ostaje u Parizu, a zatim putuje u London. 1950. se ponovno vraća u Venezuelu. Opsežno se počeo baviti slikarstvom, ilustratorstvom, pjesništvom, pripovijedanjem i dr. Za života je imao 11 samostalnih izložbi.